# Éléonor-Zoa Dufriche de Valazé
Pour les articles homonymes, voir Dufriche.

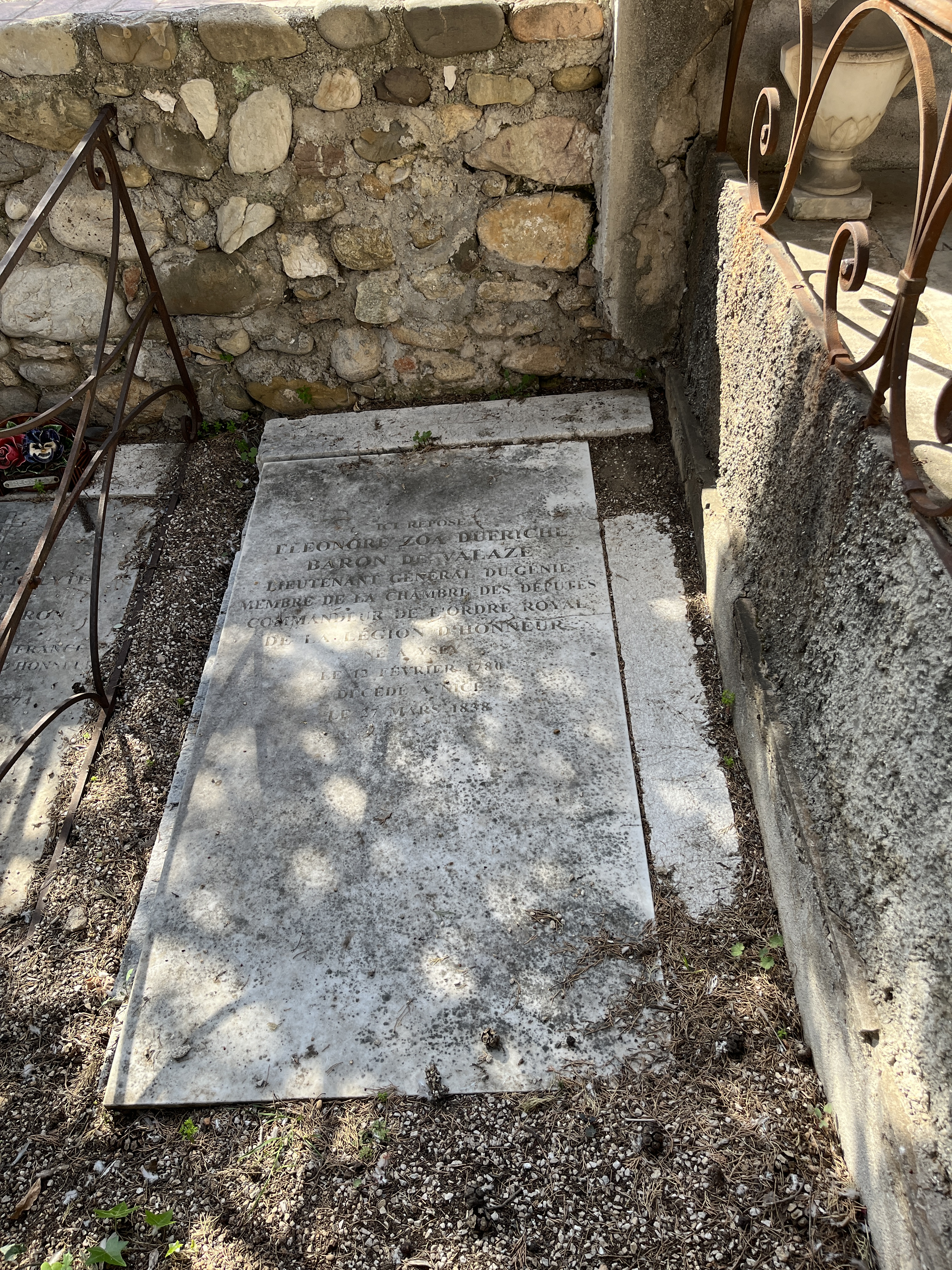
Tombe du général Eléonor Dufriche de Valazé (cimetière Saint-Antoine à Saint-Laurent-du-Var).

Éléonor Bertrand Anne Christophe Zoa Dufriche, baron de Valazé, né le 12 février 1780 aux Genettes, Essay et mort à Nice le 26 mars 1838, est un général de division du génie français.

## Biographie
Fils de Charles Éléonor Dufriche-Valazé, conventionnel de l’Orne, célèbre pour avoir préféré se poignarder en plein Tribunal révolutionnaire à l’annonce de sa condamnation à mort plutôt que de se laisser guillotiner, Dufriche de Valazé est l’auteur de plusieurs articles insérés dans l’Encyclopédie moderne de Courtin et de mémoires publiés par le Spectateur militaire, parmi lesquels Fortifications de Paris et Du système à suivre pour mettre cette capitale en état de défense, paru en 1833. On lui doit également une nouvelle édition annotée du traité de Vauban, Sur la défense des places fortes, publié en 1829.
Il est promu général d'Empire en 1813.
Il commande la génie militaire lors de la conquête de l'Algérie en juin 1830.

## Distinctions
- Il fait partie des 660 personnalités à avoir son nom gravé sous l’arc de triomphe de l'Étoile. Il apparaît sur la 29e colonne (l’Arc indique VALAZÉ).